# Prix Eugène-Dabit du roman populiste
Il Prix Eugène-Dabit du roman populiste è un premio letterario francese nato nel  1931 da Antonine Coullet-Tessier per compensare un'opera romanzesca che «preferisce la gente del popolo come personaggi e i luoghi popolari come ambientazione, a condizione che vi si esprima un'autentica umanità».

## Storia del premio
Assegnato per la prima volta nel 1931 a Eugène Dabit per il suo celebre L'Hôtel du Nord, il premio del romanzo populista si è ispirato al manifesto di Lemonnier e Thérive.
Il premio non è stato assegnato dal 1937 al 1939, nel 1946 e 1947, né dal 1978 al 1983.
Nell'ottobre 2012, il prix du roman populiste assume il nome di «prix Eugène-Dabit du roman populiste», in omaggio e per riferimento al suo primo vincitore. Questa evoluzione riafferma la propria fedeltà a una lunga storia e a dei valori di progresso che rivendica la sua filiazione da un genere letterario il quale situa il popolo, la sua vita, le sue speranze e le sue lotte al centro della scrittura. Questa permette ugualmente al premio di affrancarsi dalle manipolazioni semantiche che hanno circondato il senso del vocabolo «populismo» per sminuire il più delle volte avversari politici, accusati in tal modo di sfruttare la presunta stupidità del popolo.

### Giuria
Edizione 2018
- François Boucq - Natacha Boussaa - Patrick Braouezec - Joseph Da Costa - Claudine Ducol - Dominique Fabre - Nicky Fasquelle - Valentine Goby - Hervé Hamon - Philippe Haumont - Jean-Luc Marty - Michel Quint (presidente) - André Rollin - Shumona Sinha - Akli Tadjer.

### Premiati
- 1931: Eugène Dabit per L'Hôtel du Nord
- 1932:
  - Jules Romains[4] per Les Hommes de bonne volonté, tomes I et II
  - Jean Pallu per Port d'escale
- 1933: Henri Pollès per Sophie de Tréguier
- 1934: Marie Gevers per Madame Orpha ou la Sérénade de mai
- 1935: Henri Troyat per Faux Jour
- 1936: Tristan Rémy per Faubourg Saint-Antoine
- 1940: Jean-Paul Sartre per Le Mur (Sartre)|Le Mur
- 1941: Jean Rogissart per Le Fer et la Forêt
- 1942: Louis Guilloux per Le Pain des rêves
- 1943: Marius Richard per La Naissance de Phèdre
- 1944: Jean Merrien per Bord à bord
- 1945: Emmanuel Roblès per Travail d'homme
- 1948: Armand Lanoux per La Nef des fous
- 1949: Serge Groussard per Des gens sans importance
- 1950: René Fallet per Banlieue sud-est, La Fleur et la souris, Pigalle
- 1951: Émile Danoën per Une maison soufflée aux vents
- 1952: Herbert Le Porrier per Juliette au passage
- 1953: Mouloud Feraoun per La Terre et le Sang
- 1954: Yves Gibeau per Les Gros Sous
- 1955: René Masson per Les Compères de miséricorde
- 1956: Jean-Pierre Chabrol per Le Bout-Galeux
- 1957: Jean Anglade per L'Immeuble Taub
- 1958: René Rembauville per La Boutique des regrets éternels
- 1959: Paule Wislenef per La Polonaise à Chopin
- 1960: André Kédros per Le Dernier Voyage du « Port-Polis »
- 1961: Christiane Rochefort per Les Petits Enfants du siècle
- 1962: Bernard Clavel per La Maison des autres
- 1963: Jean-Marie Gerbault per Chers poisons
- 1964: René Pons per Couleur de cendre
- 1965: Jean Hougron per Histoire de Georges Guersant
- 1966: André Remacle per Le Temps de vivre
- 1967: André Stil per André
- 1968: Pierre Fritsch per Le Royaume de la côte
- 1969: Pierre Forquin per La Tête
- 1970: Maurice Frot per Nibergue
- 1971: André Pierrard per La Fugue flamande
- 1972: Clément Lépidis per Le Marin de Lesbos
- 1973: Jean-Marie Paupert per Mère angoisse
- 1974: Raymond Achille de Lavilledieu per L'Amour guêpe
- 1975: Raymond Jean per La Femme attentive
- 1976: Alain Gerber per Une sorte de bleu
- 1977: Claude Aubin per Le Marin de fortune
- 1984: Daniel Zimmermann per La Légende de Marc et Jeanne
- 1985: Leïla Sebbar per Les Carnets de Shérazade
- 1986: Ada Ruata per Elle voulait voir la mer
- 1987: Gérard Mordillat per À quoi pense Walter ?
- 1988: Daniel Rondeau per L'Enthousiasme
- 1989: René Frégni per Les Chemins noirs
- 1990: Didier Daeninckx per Le Facteur fatal
- 1991: Sylvie Caster per Bel-Air
- 1992: Pierre Mezinski per Simon Rouverin: le forçat du canal
- 1993: Denis Tillinac per Rugby blues
- 1994: Jean Vautrin per Symphonie Grabuge
- 1995: Patrick Besson per Les Braban
- 1996: Hervé Jaouen per L'Allumeuse d'étoiles
- 1997: Rachid Boudjedra per La Vie à l'endroit
- 1998: Jean-Marie Gourio per Chut !
- 1999: Jean Ferniot per Un temps per aimer, un temps per haïr
- 2000: Philippe Lacoche per HLM
- 2001: Daniel Picouly per Paulette et Roger
- 2002: Marie Rouanet per Enfantine
- 2003: Dominique Sampiero per Le Rebutant
- 2004: Laurent Gaudé per Le Soleil des Scorta
- 2005: Louis Nucéra per l'ensemble de son œuvre, à titre posthume
- 2006: Akli Tadjer per Bel-Avenir
- 2007: Olivier Adam per À l'abri de rien
- 2008: Jean-Luc Marty per Rumba
- 2009: Samuel Benchetrit per Le Cœur en dehors
- 2010: Natacha Boussaa per Il vous faudra nous tuer
- 2011: Shumona Sinha per Assommons les pauvres
- 2012: Thierry Beinstingel per Ils désertent
- 2013: Violaine Schwartz per Le Vent dans la bouche
- 2014: Dominique Fabre per Photos volées
- 2015: Didier Castino per Après le silence
- 2016: Hugo Boris per Police
- 2017: Titaua Peu per Pina
- 2018: Estelle-Sarah Bulle per Là où les chiens aboient par la queue
- 2019: Joseph Ponthus: À la ligne. Feuillets d'usine[5]
- 2021: Samira Sedira: Des gens comme eux[6]
- 2022: Dan Nisand per Les Garçons de la cité-jardin
- 2023: Gilles Marchand: Le Soldat désaccordé[7]
- 2024: Sorj Chalandon: L'Enragé[8]